# Villa Meister
Die Villa Meister, errichtet 1904 als Villa Lindenhaus, ist ein schlossähnliches Anwesen auf einer Anhöhe am Main in Frankfurt-Sindlingen. Diese Gesamtanlage mit öffentlich zugänglicher Parkanlage (Herbert-von-Meister-Park), Orangerie, Stallungen, Kutscher- und Gärtnerhaus sowie ehemaliger Reitbahn steht als Kulturdenkmal unter Denkmalschutz und liegt teilweise im Landschaftsschutzgebiet.

## Geschichte

### Vorgängeranwesen
1740 errichteten die aus Italien eingewanderten Brüder Andreas und Franz Vacano (auch Vacani oder Vaccani) aus Augsburg eine Gold- und Silberbortenfabrik in Sindlingen, die nur bis 1744 bestand. Der aus Oberitalien eingewanderte Seidenhändler Karl Franz Allesina (um 1704 als Carlo Francesco Allesina; † 1765, unverheiratet) erwarb 1760 für 11.200 Gulden dieses Sindlinger Hofgut. Allesina ließ auf einer „aufgemauerten Terrasse am Mainufer ein Herrenhaus [an einer Lindenallee, heute Allesinastraße 1], zwei Hofreiten, 16 Morgen Weinberge, ferner Äcker und Wiesen, insgesamt etwa 156 Morgen“ errichten. Anlässlich der goldenen Hochzeit von Johannes Maria Allesina (* 1692) und seiner Frau Franciska Clara (1705–1778), geborene Brentano, übernachtete der junge Johann Wolfgang von Goethe am 30. Mai 1774 nach dem Fest im Herrenhaus.

### Errichtung als Wohnsitz der Familie von Meister

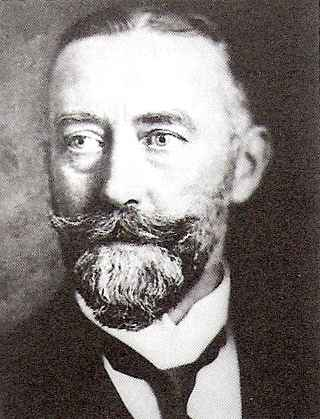
Der Bauherr Herbert von Meister (1866–1919)

Herbert von Meister (1866–1919), ein Sohn von Carl Friedrich Wilhelm Meister, einem der Gründer der Hoechst AG, kaufte 1902 das Gelände, auf dem bis 1799 das Herrenhaus der Familie Allesina (später genannt von Schweitzer) gestanden hatte. Er ließ von 1903 bis 1904 nach den Plänen von Franz von Hoven (1842–1924) eine schlossähnliche Anlage im Stil des Neobarock errichten. Das Anwesen bestand aus einer 200 Meter südlich des ehemaligen Allesina-Herrenhauses errichteten Villa („Lindenhaus“) mit mauerumfriedetem Park, Orangerie, Stallungen, Kutscher- und Gärtnerhaus sowie Reitbahn. Die durch ein Tor vom Park getrennten Stallungen boten Platz für sechs Fahr- und zwei Reitpferde. Daneben wurden auch zwei Garagen für das aufkommende Fortbewegungsmittel Auto gebaut. Der Park wurde 1913 von Philipp Siesmayer umgestaltet. Nach dem Tod von Herbert von Meister im Jahr 1919 lebten dessen Witwe Else (1872–1967) und Tochter Elisabeth (1909–1986) allein in der Villa.
Nach dem Zweiten Weltkrieg wurde das Anwesen von der amerikanischen Militärverwaltung beschlagnahmt. 1945 mussten Else von Meister und ihre Tochter Elisabeth in das Kutscherhaus umziehen, in dem sie auch nach Rückgabe des Anwesens im Jahr 1953 wohnten. Nach dem Tod von Elisabeth von Meister wurde das Anwesen von einer Erbengemeinschaft verwaltet.

### Folgenutzung
In der Villa befand sich bis 1980 der Sitz des Instituts für Angewandte Geodäsie. Seit 1982 befand sich darin eine Rehabilitationsklinik der Suchthilfe, zunächst als „Phönix-Haus“, später als „Villa unter den Linden“ unter Leitung des Deutschen Ordens. Kutscherhaus und Stallungen wurden vom Sindlinger Reitverein genutzt. In der Orangerie befand sich kurzzeitig ein Café.

### Verkauf und umstrittene Bebauung
Laut einem Bericht der hessenschau und weiteren Presseberichten wurde das Anwesen 2019 von der Erbengemeinschaft an die CAIROS-Gruppe in Frankfurt-Westend verkauft, die es sanieren und mit Wohnungen bebauen will.
Viele Jahre vor dem Verkauf wurde in Presseberichten, Literatur und sogar von offizieller Seite der Stadt Frankfurt am Main immer wieder betont, dass nach einer testamentarischen Verfügung der letzten alleinigen Eigentümerin Elisabeth von Meister aus dem Jahr 1982, der dazugehörige Park mit Eishaus und dem alten Baumbestand der Öffentlichkeit zugänglich zu machen und jederzeit für Spaziergänger zu öffnen sei. Nach dem Verkauf wurde diese testamentarische Verfügung von dem verantwortlichen Vertreter des Immobilienunternehmens bestritten. Auch ein Pressebericht verneint nun unter Berufung auf die Einsichtnahme des unveröffentlichten Testaments diese Bestimmung.
Nach eigenem Bekunden unterstützt die Stadt Frankfurt am Main weiter jede Form der öffentlichen Nutzung als besonderes Anliegen des Denkmalschutzes „solange diese denkmalgerecht ist und den Eigentümern zugemutet werden kann“ und grundsätzlich „keine denkmalpflegerischen Bedenken gegen die Nutzung von Park und Gebäuden zu kulturellen Zwecken oder für Freizeitangebote“ bestehen sowie eine  „Kontinuität der historischen Nutzung, zum Beispiel des Reitstalls und der Reithalle“ im Sinne der Denkmalpflege wäre. Nach derzeitigen Planungen [Juni 2021] ist eine Wohnbebauung mit sieben freistehenden Mehrfamilienhäusern und einer Tiefgarage in Bereichen des Parks geplant, die „auch zur Bauzeit keine wertgebende Parkgestaltung aufgewiesen haben“. Gegen die Pläne des Immobilienunternehmens hat sich eine Bürgerinitiative gebildet, die sich mit einer Petition an die Stadt Frankfurt am Main für den Erhalt des Herbert-von-Meister-Parks als öffentlich zugängliche Grünfläche einsetzt.

## Sonstiges
Die Villa Meister war im Sommer 2021 Drehort und Kulisse für die Folge Leben Tod Ekstase der Krimiserie Tatort.